# Estadio Monumental de Villa Lynch
El Estadio Monumental de Villa Lynch es un estadio argentino que se encuentra en la ciudad homónima de Villa Lynch, perteneciente al partido de General San Martín en el Gran Buenos Aires. Se localiza entre las calles Cuenca y Laprida, a la vera de las vías del Ferrocarril General Urquiza, asociación mediante la cual en el predio hay instalado un museo con maquinarias que son reliquia del sistema ferroviario nacional. 
El estadio es propiedad del Club Deportivo UAI Urquiza, cuenta con capacidad para 1000 espectadores. Fue inaugurado el 2 de mayo de 1970, en un partido válido por el campeonato de Primera D, en el cual el furgón derrotó a Tristán Suárez por un gol contra cero.

## Contacto
- Teléfono: (011) 4502-3389

- Cómo llegar: Colectivos: 21, 28, 78, 87, 105, 107, 114, 117, 123, 161, 176, 204, 237. En Tren: FC Urquiza (Estación Villa Lynch), FC San Martín (Estación Saenz Peña) y FC Mitre (Estación Migueletes)